# Iliana Korosidu
Iliana Korosidu (ur. 14 stycznia 1995) – grecka lekkoatletka specjalizująca się w rzucie młotem.
W 2012 zajęła 5. miejsce na mistrzostwach świata juniorów oraz sięgnęła po złoto czempionatu krajów bałkańskich. Siódma zawodniczka juniorskich mistrzostw Europy w Rieti (2013). W 2014 stanęła na najniższym stopniu podium podczas mistrzostw świata juniorów w Eugene.
Reprezentantka kraju na drużynowych mistrzostwach Europy i w meczach międzypaństwowych.
Rekord życiowy: 66,47 (26 lipca 2015, Ateny).

## Osiągnięcia
| Rok  | Impreza                                 | Miejsce         | Lokata            | Wynik |
| ---- | --------------------------------------- | --------------- | ----------------- | ----- |
| 2011 | Mistrzostwa świata juniorów młodszych   | Lille Metropole | el. – 25. miejsce | 48,47 |
| 2012 | Mistrzostwa świata juniorów             | Barcelona       | 5. miejsce        | 63,32 |
| 2012 | Mistrzostwa krajów bałkańskich          | Eskişehir       | 1. miejsce        | 62,20 |
| 2013 | Superliga drużynowych mistrzostw Europy | Gateshead       | 9. miejsce        | 61,41 |
| 2013 | Mistrzostwa Europy juniorów             | Rieti           | 7. miejsce        | 60,49 |
| 2014 | I liga drużynowych mistrzostw Europy    | Tallinn         | 6. miejsce        | 63,75 |
| 2014 | Mistrzostwa świata juniorów             | Eugene          | 3. miejsce        | 63,67 |
| 2015 | I liga drużynowych mistrzostw Europy    | Heraklion       | 3. miejsce        | 62,37 |
| 2015 | Młodzieżowe mistrzostwa Europy          | Tallinn         | el. – 15. miejsce | 63,13 |
| 2016 | Puchar Europy w rzutach                 | Arad            | 5. miejsce (U-23) | 63,37 |
| 2017 | Młodzieżowe mistrzostwa Europy          | Bydgoszcz       | 7. miejsce        | 64,58 |